# Neil Fingleton
Neil Fingleton (Durham, 1980. december 18. – Durham, 2017. február 25.) angol színész és kosárlabdázó. A Guinness-rekordok könyvébe is bekerült, mint a legmagasabb EU-állampolgár, 233 centiméter magas volt.

## Filmjei
- X-Men az elsők (2011)
- 47 ronin (2013)
- Trónok harca (tv-sorozat, 2014, egy epizód)
- Jupiter felemelkedése (2015)
- Ki vagy, doki? (tv-sorozat, 2015, egy epizód)